# Michele Belli
Michele Belli (* 8. Mai 1753 in Rom; † 3. März 1822 ebenda) war ein italienischer Geistlicher und Kurienbischof.

## Leben
Er studierte an der Universität La Sapienza und erlangte dort am 23. Juli 1775 den Titel eines Doctor iuris utriusque. Die Priesterweihe empfing er am 1. Juni 1776. Kardinal Michelangelo Luchi († 1802) ernannte ihn zu seinem Testamentsvollstrecker. 1803 war er Dozent für Kirchenrecht in Rom. Nachdem er sich nicht der napoleonischen Okkupation Roms unterwarf, wurde er 1812 nach Korsika deportiert. Im Januar 1814 wurde er befreit und kehrte nach Rom zurück.
Papst Pius VII. ernannte ihn am 26. September 1814 zum Titularerzbischof von Nazianzus. Die Bischofsweihe spendete ihm am 2. Oktober 1814 Lorenzo Litta, der Kardinalbischof von Sabina; Mitkonsekratoren waren die Erzbischöfe Tommaso Arezzo und Giovanni Francesco Guerrieri. Am 19. März 1815 wurde er zum Päpstlichen Thronassistenten ernannt. Er war 1815 mit der Untersuchung der Akten des Kardinals Jean-Siffrein Maury befasst.
Michele Belli starb 1822 in Rom und wurde in der dortigen Kirche Santissima Trinità dei Pellegrini beigesetzt.

## Werke
- De romana sancti Petri cathedra principis apostolorum oratio. Rom 1780.
- Oratio pro solemni studiorum instauratione in Archigymnasio romano. Rom 1795.
- De feudis commentarius. Rom 1792.
- Orationes. Rom 1818.